# 青春啦啦隊
《青春啦啦隊》（英語：Young at Heart: Grandma Cheerleaders）是一部以一群晚年爺爺奶奶為題材的勵志、感人記錄片。《青春啦啦隊》在2011年5月4日於台北舉行首映，上映日為5月6日。內容紀錄了一群65歲以上的爺爺奶奶們，他們參加高雄市長青學苑的啦啦隊比賽，進而有機會登上在高雄市舉辦的2009年世界運動會的舞台表演。在劇中詳細了紀錄了爺爺奶奶們練習的情形、以及各種生老病死的突發狀況。《青春啦啦隊》在未上映前預售票房已達200萬新台幣。  

## 電影節
電影節：
2009高雄電影節
播映日期/時間：
10／25（日）14：10
10／28（三）17：00

## 大事紀：
- 2009年10月25日於2009年高雄電影節登台[1]
- 2011年4月13日於台北威秀影城舉行媒體試映。製作人李烈、導演葉天倫皆到場參與。[2]
- 2011年4月28日預售票房突破200萬元新台幣。[3]
- 2011年5月4日於台北威秀影城首映，總統馬英九先生特別蒞臨現場觀賞影片。導演蔡揚名、蔡岳勳、朱延平、李行、王育麟。資深女藝人陳淑麗、金馬影后-楊貴媚、SHE-ELLA、高爾夫球女將曾雅妮母女皆到場共襄盛舉。[4]

## 備註-參考資料：
1. ↑  .   [2011-05-06]. （原始内容存档于2018-11-27）.
2. ↑  .   [2011-05-06]. （原始内容存档于2011-04-15）.
3. ↑  《青春啦啦隊》預售票房突破200萬[永久]
4. ↑  .   [2011-05-06]. （原始内容存档于2011-05-06）.

## 外部連結
- Yahoo奇摩電影上《青春啦啦隊》的資料（繁體中文）
- MSN娛樂上《青春啦啦隊》的資料（繁體中文）

- 開眼電影網上《青春啦啦隊》的資料（繁體中文）
- 豆瓣电影上《青春啦啦隊》的資料 （简体中文）
- 时光网上《青春啦啦隊》的資料（简体中文）
- 互联网电影数据库（IMDb）上《青春啦啦隊》的资料（英文）
- 楊力州 Yang Li-chou （页面存档备份，存于）